# Diestinct
Diestinct var ett punkband från Sundsvall, bestående av Jan Zachrisson, gitarr och sång, Mikael Sehlin, bas, Jörgen Bergmark och senare Ulf Sandqvist, trummor. Bandet splittrades 1985. Sångaren Jan Zachrisson gjorde en solosingel (En Våning Up, Slick 1986) efter splittringen och jobbade senare som nöjeschef på TV4. Ulf Sandqvist blev så småningom trummis och producent åt Thåström. Jörgen Bergmark arbetar idag som filmregissör.

## Diskografi
- Ett gevär i min hand, EP, 1981
- Se men inte röra, LP, 1981
- Man får inte drömma sig för långt bort, EP, 1982
- Flyktförsök, Singel, 1983
- Frusna tarar, LP, 1983
- Minns du mig, Singel, 2019
- Nu kommer alla tankar, Singel, 2021
- Ett hem, Singel, 2022
- Män av stål, Singel, 2022
- Du har mitt liv, Singel, 2022
- Man älskar, Singel, 2022
- Sista brevet, Singel, 2022
- Allt du har kvar, Singel, 2022
- En kapsejsad himmel, Singel, 2022
- Norrland, Singel, 2022
- En kapsejsad himmel, Album, 2022